# Список видов, занесённых в Красную книгу природы Санкт-Петербурга
Список видов, занесённых в Красную книгу природы Санкт-Петербурга, изданную в 2004 году. В издание попало 288 таксонов — 164 животных (в том числе — 89 хордовых (19 млекопитающих, 55 птиц, 2 земноводных, 3 пресмыкающихся, 1 круглоротых, 10 рыб), 65 членистоногих (61 насекомых и 4 паукообразных), 7 моллюсков (1 двустворчатый моллюск и 6 брюхоногих) и 3 кольчатых червей) и 124 растений и грибов (в том числе — 48 сосудистых растений (3 плауновидных, 44 цветковых и 1 папоротниковидный), 18 мохообразных (17 листостебельных и 1 печёночный), 13 водорослей, 16 лишайников и 29 грибов).
В конце списка приведён перечень 66 видов, указанных в книге, как вероятно исчезнувшие на территории Санкт-Петербурга — 7 насекомых, 23 сосудистых растения, 10 мохообразных, 1 водоросль и 25 лишайниковых.
Названия, порядок и категоризация таксонов приведены по изданию.

## Животные

### Типхордовые

#### Классмлекопитающие

##### Отряднасекомоядные

###### Семействоежовые
- Обыкновенный ёж

###### Семействоземлеройковые
- Обыкновенная кутора

##### Отрядрукокрылые

###### Семействогладконосые летучие мыши
- Ночница Брандта
- Прудовая ночница
- Водяная ночница
- Рыжая вечерница
- Нетопырь Натузиуса
- Двуцветный кожан

##### Отрядзайцеобразные

###### Семействозаячьи
- Заяц-русак

##### Отрядгрызуны

###### Семействобобровые
- Речной бобр

###### Семействотушканчиковые
- Лесная мышовка

##### Отрядхищные

###### Семейство куньи
- Ласка
- Лесной хорь
- Европейская норка
- Европейский барсук
- Речная выдра

###### Семействокошачьи
- Рысь

##### Отрядластоногие

###### Семействотюленевые
- Балтийская кольчатая нерпа (лат. Phoca hispida botnica)

##### Отрядпарнокопытные

###### Семействооленьи
- Европейская косуля

#### Классптицы

##### Отрядпоганкообразные

###### Семействопоганковые
- Малая поганка
- Красношейная поганка
- Серощёкая поганка

##### Отрядаистообразные

###### Семействоцаплевые
- Большая выпь

##### Отрядгусеобразные

###### Семействоутиные
- Малый лебедь
- Пискулька
- Серая утка
- Шилохвость
- Широконоска
- Луток

##### Отрядсоколообразные

###### Семействоястребиные
- Скопа
- Осоед
- Орлан-белохвост
- Тетеревятник
- Полевой лунь
- Луговой лунь

###### Семействосоколиные
- Пустельга
- Дербник

##### Отрядкурообразные

###### Семействофазановые
- Серая куропатка
- Перепел

###### Семействотетеревиные
- Среднерусская белая куропатка (лат. Lagopus lagopus pallasi)

##### Отряджуравлеобразные

###### Семействопастушковые
- Водяной пастушок
- Погоныш
- Коростель
- Камышница

##### Отрядржанкообразные

###### Семействоржанковые
- Галстучник

###### Семействобекасовые
- Травник
- Мородунка (лат. Xenus cinereus)
- Турухтан
- Дупель
- Большой кроншнеп
- Средний кроншнеп
- Большой веретенник

###### Семействочайковые
- Клуша
- Полярная крачка
- Малая крачка

##### Отрядголубеобразные

###### Семействоголубиные
- Клинтух
- Горлица

##### Отрядсовообразные

###### Семействосовиные
- Филин
- Воробьиный сыч
- Длиннохвостая неясыть
- Болотная сова

##### Отряддятлообразные

###### Семействодятловые
- Желна
- Зелёный дятел
- Седой дятел
- Белоспинный дятел
- Малый пёстрый дятел

##### Отрядворобьинообразные

###### Семействославковые
- Варакушка
- Сверчок
- Ястребиная славка

###### Семействосуторовые
- Усатая синица

###### Семействосиницевые
- Ремез

###### Семействоовсянковые
- Садовая овсянка
- Дубровник

###### Семействовьюрковые
- Дубонос

#### Классземноводные

##### Отрядхвостатые

###### Семействосаламандровые
- Гребенчатый тритон

##### Отрядбесхвостые

###### Семействочесночницы
- Обыкновенная чесночница

#### Класспресмыкающиеся

##### Отрядчешуйчатые

###### Семействоверетеницевые
- Веретеница ломкая

###### Семействоужовые
- Обыкновенный уж

###### Семействогадюковые
- Обыкновенная гадюка

#### Класскруглоротые

##### Отрядминогообразные

###### Семействоминоговые
- Морская минога

#### Классрыбы

##### Отрядосетрообразные

###### Семействоосетровые
- Атлантический осётр

##### Отрядлососеобразные

###### Семействолососевые
- Кумжа

###### Семействосиговые(лат.Coregoninae)
- Невский сиг (лат. Coregonus lavaretus lavaretus)

##### Отрядкарпообразные

###### Семействокарповые
- Голавль
- Сырть
- Жерех
- Обыкновенный горчак

##### Отрядсомообразные

###### Семействосомовые(лат.Syluridae)
- Сом

##### Отрядскорпенообразные

###### Семействорогатковые(лат.Cottidae)
- Обыкновенный подкаменьщик (лат. Cottus gobbio)

### Типчленистоногие

#### Класснасекомые

##### Отрядстрекозы

###### Семействокрасотки
- Красотка блестящая

###### Семействодедки
- Дедка рогатый (лат. Ophiogomphus cecilia)

###### Семействокоромысла
- Коромысло зелёное (лат. Aeshna viridis)

###### Семействобулавобрюхи(лат.Cordulegasteridae)
- Булавобрюх кольчатый (лат. Cordulegaster annulata)

##### Отрядпрямокрылые

###### Семействокобылки
- Трещотка ширококрылая

##### Отрядравнокрылые

###### Семействопевчие цикады
- Цикада горная (лат. Cicadetta montana)

##### Отрядполужесткокрылые

###### Семействоводяные скорпионы
- Водяной палочник (лат. Ranatra linearis)

##### Отряджесткокрылые

###### Семействожужелицы
- Жужелица золотистоямчатая (лат. Carabus clathratus)
- Жужелица шагреневая (лат. Carabus coriaceus)
- Жужелица Менетрие
- Жужелица блестящая (лат. Carabus nitens)
- Жужелица фиолетовая (лат. Carabus violaceus)
- Слизнеед ребристый (лат. Chlaenius costulatus)
- Скакун приморский
- Лейстус чёрный(лат. Leistus piceus)

###### Семействоплавунцы
- Плавунец широкий

###### Семействорогачи
- Рогачик жужелицевидный
- Рогач однорогий

###### Семействопластинчатоусые
- Жук-носорог

###### Семействоусачи
- Усач мускусный
- Лептура красногрудая
- Неполнокрыл большой

###### Семействодолгоносики
- Скосарь морщинистый

##### Отрядсетчатокрылые

###### Семействогемеробы(лат.Hemerobiidae)
- Серпокрыл обыкновенный (лат. Drepanepteryx phalaenoides)
- Псектра двукрылая (лат. Psectra diptera)

###### Семействомуравьиные львы
- Обыкновенный муравьиный лев (лат. Myrmeleon formicarius)

##### Отрядручейники

###### Семействофриганеиды
- Ручейник бабочковидный (лат. Semblis phalaenoides)

###### Семействоlepidostomatidae
- Чешуерот европейский (лат. Lasiocephala basalis)

##### Отрядчешуекрылые

###### Семействороскошные моли
- Роскошная моль липовая (лат. Chrysoclista linnealla)

###### Семействображники
- Шмелевидка жимолостевая
- Бражник осиновый

###### Семействопяденицы
- Пяденица дымчатая (лат. Alcis jubata)
- Пяденица двухугловатая (лат. Euphyia biangulata)
- Пяденица цветочная сетчатая (лат. Eupithecia venosata)
- Пяденица прогалинная (лат. Malacodea regelaria)

###### Семействосерпокрылки
- Серпокрылка изогнутая (лат. Drepana curvatula)

###### Семействосовки
- Малая стрельчатка (лат. Acronicta strigosa)
- Зелёная земляная совка (лат. Actebia praecox)
- Пёстрая вересковая совка (лат. Anarta myrtilli)
- Голубая орденская лента
- Желтоватая колосняковая совка (лат. Chortodes elymi)
- Золотарниковая капюшонница (лат. Cucullia gnaphalii)
- Большая тросниковая совка (лат. Rhizedra lutosa)
- Металловидка микрогамма (лат. Syngrapha microgamma)
- Гречишная совка (лат. Trachea atriplicis)
- Еловая земляная совка (лат. Xestia sincera)

###### Семействопарусники
- Махаон
- Мнемозина (лат. Parnassius mnemosyne)

###### Семействобелянки
- Белянка резедовая (лат. Pontia daplidice)

###### Семействоголубянки
- Хвостатка сливовая (лат. Strymonidia pruni)

###### Семействонимфалиды
- Переливница большая
- Крупноглазка
- Краеглазка эгерия

##### Отряддвукрылые

###### Семействолимонинды(лат.Limoniidae)
- Хионея жёлтая (лат. Chionea lutescens)

###### Семействоатерициды(лат.Athericidae)
- Атерикс ибис (лат. Atherix ibis)

###### Семействоктыри
- Ктырь шершневидный (лат. Asilus crabroniformis)

###### Семействожужжала
- Жужжало малое (лат. Bombylius minor)
- Лохматка-привидение (лат. Villa occulta)

###### Семействожурчалки
- Волюцелла воздушная (лат. Volucella innanis)

###### Семействобольшеголовки
- Большеголовка тощая (лат. Conops strigatus)

###### Семействотахины
- Тахина большая (лат. Tachina grossa)

#### Класспаукообразные

##### Отрядпауки

###### СемействоAraneidae
- Крестовик угловатый (лат. Araneus angulatus)

###### СемействоArgyronetidae
- Паук серебрянка

###### СемействоLycosidae
- Болотный паук (лат. Pardosa paludicola)

###### СемействоDolomedidae
- Каёмчатый охотник (лат. Dolomedes plantarius)

### Типмоллюски

#### Классдвустворчатые моллюски

##### ОтрядUnioniformes

###### Семействожемчужницы(лат.Margaritiferidae)
- Жемчужница удлинённая (лат. Margaritifera elongata)

#### Классбрюхоногие

##### ОтрядVivipariformes

###### СемействоViviparidae
- Контектиана финская (лат. Contectiana fennica, Kobeltipaludina fennica)

##### ОтрядLymneiformes

###### Семействокатушки
- Катушка килеватая (лат. Planorbis carinatus)

###### Семействопрудовики
- Прудовик Мабилла (лат. Lymnaea mabillei, Myxas mabillei)
- Прудовик заострённый (лат. Lymnaea mucronata, Peregriana mucronata)

##### Отрядlimaciformes(Heliciformes)

###### СемействоBuliminidae
- Мердигера тёмная (лат. Merdigera obscura)

###### СемействоHelicidae
- Цепея садовая (лат. Cepaea hortensis)

### Типкольчатые черви

#### Классмалощетинковые черви

###### СемействоNaididae
- Наис Бенинга (лат. Nais behningi)

###### Семействотрубочники(лат.Tubificidae)
- Эмболоцефалюс велютинус (лат. Embolocephalus velutinus)

###### СемействоEnchytraeidae
- Пропаппус Волка (лат. Propappus volki)

## Растенияигрибы

### Сосудистые растения

#### Отделплауновидные

##### Семействополушниковые(лат.Isoëtaceae)
- Полушник колючеспоровый (лат. Isoëtes echinospora)
- Полушник озёрный

##### Семействоплауновые
- Плауночек затопляемый (лат. Lycopodiella inundata)

##### Семействоужовниковые
- Гроздовник ромашколистный (лат. Botrychium matricariifolium)

#### Отделцветковые

##### Семействочастуховые
- Частуха Валенберга (лат. Alisma wahlenbergii)
- Частуха злаковидная (лат. Alisma gramineum)

##### Семействолуковые
- Лук-скорода (лук-резанец)
- Лук угловатый

##### Семействосложноцветные
- Бузульник сибирский
- Крестовник болотный (лат. Senecio paludosus)

##### Семействобурачниковые
- Воробейник лекарственный (лат. Lithospermum officinale)

##### Семействокапустовые(крестоцветные)
- Зубянка клубеньконосая (лат. Dentaria bulbifera)

##### Семействоколокольчиковые
- Колокольчик жестковолосистый (лат. Campanula cervicaria)

##### Семействожимолостные
- Жимолость голубая

##### Семействогвоздичные
- Гвоздика песчаная (лат. Dianthus arenarius)

##### Семействокизиловые
- Дёрен шведский

##### Семействотолстянковые
- Тиллея водная (лат. Tillaea aquatica)

##### Семействосытевые(осоковые)
- Болотница маленькая (лат. Eleocharis parvula)
- Осока Макензи (лат. Carex mackenziei)
- Осока метельчатая
- Осока песчаная
- Осока повислая
- Пухонос дернистый (лат. Trichophorum cespitosum)

##### Семействоросянковые
- Росянка промежуточная

##### Семействомолочайные
- Молочай болотный

##### Семействобобовые
- Чина льнолистная (чина горная) (лат. Lathyrus linifolius)

##### Семействогоречавковые
- Горечавка крестовидная (лат. Gentiana cruciata)

##### Семействокасатиковые
- Шпажник черепитчатый

##### Семействоситниковые
- Ситник растопыренный (лат. Juncus squarrosus)

##### Семействолилейные
- Гусиный лук красноватый (лат. Gagea rubicunda)

##### Семействовосковниковые
- Восковник болотный

##### Семействонаядовые
- Каулиния тончайшая (лат. Caulinia tenuissima)

##### Семействоорхидные
- Венерин башмачок настоящий
- Гнездовка настоящая
- Дремлик ржаво-красный
- Пальцекорник балтийский
- Тайник сердцевидный

##### Семействозаразиховые
- Заразиха бледноцветковая (лат. Orobanche pallidiflora)

##### Семействогречиховые
- Горец многолистный (лат. Persicaria foliosa)
- Горец мягкий (лат. Persicaria mitis)

##### Семействопервоцветные
- Первоцвет высокий (лат. Primula elatior)
- Турча болотная (лат. Hottonia palustris)

##### Семействолютиковые
- Прострел весенний

##### Семействорозовые
- Лапчатка Кранца (лапчатка весенняя) (лат. Potentilla crantzii)

##### Семействомареновые
- Подмаренник герцинский (лат. Galium herzynicum)

##### Семействоноричниковые
- Мытник скипетровидный (лат. Pedicularis sceptrum-carolinum)
- Петров крест чешуйчатый

##### Семействофиалковые
- Фиалка топяная (лат. Viola uliginosa)

### Мохообразные

#### Класслистостебельные мхи

##### Семействопотиевые(лат.Pottiaceae)
- Алонна короткоклювая (лат. Aloina brevirostris)

##### Семействоаномодонтовые(лат.Anomodontaceae)
- Аномодон длиннолистный (лат. Anomodon longifolius)

##### Семействоархидиевые(лат.Archidiaceae)
- Архидиум очереднолистный (лат. Archidium alternifolium)

##### Семействодисцелиевые(лат.Disceliaceae)
- Дисцелиум голый (лат. Discelium nudum)

##### Семействоэнкалиптовые(лат.Encalyptaceae)
- Энкалипта скрученноплодная (лат. Encalypta streptocarpa)

##### Семействофисседентовые(лат.Fissidentaceae)
- Фиссиденс зеленоватый (лат. Fissidens viridulus)
- Фиссиденс ключевой (лат. Fissidens fontanus)
- Фиссиденс тонкий (лат. Fissidens exilis)

##### Семействоортотриховые(лат.Orthotrichaceae)
- Ортотрихум карликовый (лат. Orthotrichum pumilum)

##### Семействофунариевые(лат.Funariaceae)
- Фискомитриум грушевидный (лат. Phiscomitrium pyriforme)

##### Семействомниевые(лат.Mniaceae)
- Плагиомниум Драммонда (лат. Plagiomnium drummondii)

##### Семействогриммиевые(лат.Grimmiaceae)
- Ракомитриум шерстистый (лат. Racomitrium lanuginosum)

##### Семействобрахитециевые(лат.Brachytheciaceae)
- Ринхостегиум береговой (лат. Rhynchostegium riparioides)

##### Семействосфагновые(лат.Sphagnaceae)
- Сфагнум болотный (лат. Sphagnum palustre)
- Сфагнум плосколистный (лат. Sphagnum platyphyllum)

##### Семействосплахновые(лат.Splachnaceae)
- Сплахнум красный (лат. Splachnum rubrum)

##### Семействотуидиевые(лат.Thuidiaceae)
- Туидиум нежнейший (лат. Thuidium delicatulum)

#### Класспечёночные мхи

##### Семействомаршанциевые(лат.Marshantiaceae)
- Прейсия квадратная (лат. Preissia quadrata)

### Водоросли

#### Отделсине-зелёные водоросли
- Анабена датская (лат. Anabaena danica)
- Афанизоменон извилистый (лат. Aphanizomenon flexuosum)
- Глеотрихия плавающая (лат. Gloeotrichia natans)
- Коккопедия озёрная (лат. Coccopedia limnetica)
- Паннус микроцистивидный (лат. Pannus microcystiformis)
- Планктотрикс планктонный (лат. Planktothrix planctonica)
- Хроококкус камнелюбивый (лат. Chroococcus lithophilus)

#### Отделзелёные водоросли
- Кладофора эгагропильная
- Микрастериас магабулешваренский (лат. Micrasterias mahabuleshwarensis)
- Мужоция изменяющаяся (лат. Mougeotia varians)

#### Отделхаровые водоросли
- Нителла сростоплодная (лат. Nitella syncarpa)
- Хара Брауна (лат. Chara braunii)
- Хара грубая (лат. Chara rudis)

### Лишайники

#### Семействопармелиевые
- Арктопармелия центробежная (лат. Arctoparmelia centrifuga)
- Неофусцелия бородавконосная (лат. Neofuscelia verruculifera)
- Плеуростикна блюдчатая (лат. Pleurosticta acetabulum)
- Флавопармелия козлиная (лат. Flavoparmelia caperata)
- Эверния растопыренная (лат. Evernia divaricata)

#### Семействоалекториевые(лат.Alectoraceae)
- Бриория Надворника (лат. Bryoria nadvornikiana)
- Бриория простейшая (лат. Bryoria simplicior)
- Бриория сивоватая (лат. Bryoria subcana)

#### Семействокалициевые
- Калициум зелёный (лат. Calicium viride)

#### Семействокладониевые(лат.Cladoniaceae)
- Кладония крупнолистная (лат. Cladonia macrophylla)

#### Семействоколлемовые(лат.Collemataceae)
- Лептогиум тонкий (лат. Leptogium subtile)

#### Семействорамалиновые(лат.Ramalinaceae)
- Рамалина балтийская (лат. Ramalina baltica)
- Рамалина ниточная (лат. Ramalina thrausta)
- Рамалина разорванная (лат. Ramalina dilacerata)
- Рамалина ясеневая (лат. Ramalina fraxinea)

#### Семействовездеиевые(лат.Vezdaeaceae)
- Вездеа летняя (лат. Vezdaea aestivalis)

### Грибыислизевики

#### Отделаскомицеты

##### Семействобулгариевые
- Булгария пачкающая

##### Семействогелоциевые
- Холвея слизистая (лат. Holwaya mucida)

##### Семействосморчковые
- Сморчковая шапочка коническая

#### Отделбазидиомицеты

##### Семействомухоморовые
- Лимацелла клейкая

##### Семействогигрофоровые
- Псевдогигроцибе лисичковая (лат. Pseudohygrocybe cantharellus)

##### Семействоплютеевые
- Плютей Ромелля
- Плютей умбровый

##### Семействорядовковые
- Мицена синеногая (лат. Mycena cyanorrhiza)
- Рипартитес рядовковая (лат. Ripartites tricholoma)
- Рядовка-колосс (лат. Tricholoma colossus)

##### Семействоболетовые
- Осиновик белый

##### Семействогиродоновые(лат.Gyrodontaceae)
- Гиродон сизоватый

##### Семействопаутинниковые
- Галерина разноспоровая (лат. Galerina allospora)
- Гимнопил сверкающий (лат. Gymnopilus fulgens)
- Волоконница кудрявая (лат. Inocybe cincinnata)
- Паутинник фиолетовый

##### Семействогерициевые
- Креолофус курчавый

##### Семействокориоловые(лат.Coriolaceae)
- Лептопорус мягкий (лат. Leptoporus mollis)
- Пикнопореллус блестящий (лат. Pycnoporellus fulgens)
- Скелетокутис нежный (лат. Skeletocutis lenis)
- Траметес душистый (лат. Trametes suaveolens)
- Церипориопсис войлочно-опоясанный (лат. Ceriporiopsis pannocincta)

##### Семействопилолистниковые(лат.Lentinaceae)
- Вёшенка зачехлённая (лат. Pleurotus calyptratus)
- Филлотопс гнездовой (лат. Phyllotopsis nidulans)

##### Семействосыроежковые
- Сыроежка гребенчатовидная (лат. Russula pectinatoides)
- Сыроежка пикантная (лат. Russula drimeia)
- Сыроежка Поста (лат. Russula postiana)

##### Семействомерулиевые(лат.Meruliaceae)
- Глеопорус тиссовый (лат. Gleoporus taxicola)

#### Отделслизевики

##### Семействофизаровые(лат.Phisaraceae)
- Лепидодерма тигроподобная (лат. Lepidoderma tigrinum)

## Виды, вероятно исчезнувшие на территории Санкт-Петербурга
после двойной косой черты указано время и места последних наблюдений

### Насекомые
- Сфодрус (лат. Sphodrus leucophthalmus)
- Медляк-вещатель (лат. Blaps mortisaga)
- Пяденица кольчатая кленовая (лат. Cyclophora annulata)
- Малиновая орденская лента
- Совка ирис (лат. Hillia iris)
- Рябиновая совка (лат. Trichosea ludifica)
- Бембекс носатый (лат. Bembex rostrata)

### Сосудистые растения
- Золототысячник обыкновенный // XIX век — Сосновая роща, Парголово
- Калипсо луковичная // XIX век — Дудергофские высоты, близ Левашово
- Камнеломка болотная (лат. Saxifraga hirculus) // конец XIX века — болота около Левашово
- Крестовник водный (лат. Senecio aquaticus) // середина XIX века — Смоленское кладбище на Васильевском острове
- Лобелия Дортманна // XIX век — в окрестностях Осиновой рощи, Парголово, Ижор, Озерков, Коломяги. В конце XVIII века также в протоках дельты Невы на Крестовском острове
- Мерингия бокоцветная (лат. Moehringia lateriflora) // середина XIX века — на территории современного города — Волково кладбище, Елагин и Аптекарский острова, от Павловска до Пушкина
- Надбородник безлистный (лат. Epipugium aphyllum) // конец XIX века — хвойный лес между Левашово и Белоостровом, Дудергофские высоты
- Осока болотолюбивая // конец XIX — начало XX веков — торфяное болото между д. Коломяги и с. Лахта
- Осока галечниковая (лат. Carex glareosa) // середина XIX века — отмели острова Котлин
- Осока Гартмана (лат. Carex hartmanii) // конец XIX века — близ Сестрорецка
- Осока свинцово-зелёная // конец XIX — начало XX веков — торфяное болото между д. Коломяги и с. Лахта, береговая линия Каменки
- Пальцекорник Траунштейнера // XIX век — ключевое болото в окрестностях Левашово и Сестрорецка
- Поточник ржавый (лат. Blysmus rufus) //середина XIX века — приморские болота Кронштадта и Ораниенбаума
- Смолёвка скальная // на северных окраинах территории города
- Солнцецвет монетолистный (лат. Helianthemum nummularium) // в конце XIX века — единичные находки около расположенной на реке Стрелка деревни Горбунки
- Схенус ржавый (лат. Schoenus ferrugineus) // конец XIX века — под Ораниенбаумом
- Чина гороховидная // конец XIX — начало XX веков — Дудергофские высоты
- Жирянка обыкновенная //в XIX веке в большом количестве на Васильевском острове и острове Голодай, близ села Лахта и Старой Деревни. До последнего времени также в районе деревни Тимяшкино и Стрельны
- Осока Хоста (лат. Carex hostiana) // до 1970-х годов наблюдалась у платформы Университет (территория нынешнего СПбГУ)
- Пепельник цельнолистный (лат. Tephroseris integrifolia) // первая половина XX века — около Павловска
- Первоцвет мучнистый // до 1970-х годов наблюдалась у платформы Университет (территория нынешнего СПбГУ) и у Дудергофских высот
- Сеслерия голубая (лат. Sesleria caerulea) // до 1970-х годов наблюдалась у платформы Университет (территория нынешнего СПбГУ)
- Трёхреберник приморский (лат. Tripleurospermum maritimum) // в XIX веке — в дельте Невы, Кронштадт, прибрежные территории города

### Мохообразные
- Меезия длинноножковая (лат. Meesia longiseta) // первая половина XIX века — в районе посёлка Тайцы
- Меезия топяная (лат. Meesia uliginosa) // первая половина XIX века — близ Дудергофа и Кирхгофа
- Мириния подушковидная (лат. Myrinia pulvinata) // единичная находка в 1869 году в ботаническом саду города
- Платидиктия тонкая (лат. Platydiktya subtilis) // XIX — начало XX веков — на склонах Дудергофа и Поклонной горы
- Полия согнутошейковая (лат. Pohlia camptotrachella) // была обнаружена в 1938 году на Шуваловском торфянике. Ранее наблюдалась близ Павловска
- Псевдосклероподиум чистый (лат. Pseudoscleropodium purum) // начало XX века — склоны Дудергофа
- Сплахнум черноножковый (лат. Splachnum melanocaulon) // начало XIX века
- Тиммия мекленбургская (лат. Timmia megapolitana) // XIX век — Дудергоф, Дружная Горка, Павловск, Петергоф
- Фискомитрелла отклоненная (лат. Physcomitrella patens) // Дудергофские высоты, окрестности Павловска
- Цинклидиум стигийский (лат. Cinclidium stygium) // единичная находка в 1918 году вблизи Конной Лахты

### Лишайники
- Бриория перепутанная (лат. Bryoria intricans) // обнаружена в 1900 году близ Лахты
- Бриория стальная (лат. Bryoria chalybeiformis) // находки первой четверти XX века — Репино, Лахта, Старый Петергоф, станция Можайская
- Гипотрахина отогнутая (лат. Hypotrachyna revoluta) // сборы 1933 года — парки Петергофа «Александрия» и «Сергиевка»
- Калициум дубовый (лат. Calicium quercinum) // начало XX века — станция Можайская
- Калициум пихтовый (лат. Calicium abietinum) // начало XX века — станция Можайская
- Лептогиум Исаченко (лат. Leptogium issatschenkoi) // начало XX века — Пушкин, Павловск, станция Можайская, Ботанический сад БИН РАН
- Лептогиум лишайниковидный (лат. Leptogium lichenoides) // начало XX века — Ольгино, Лахта, Тарховка, Екатерининский парк в Пушкино
- Лептогиум насыщенный (лат. Leptogium saturninum) // начало XX века — между Лахтой и Раздельной, также в 1927 году — Павловский парк и окрестности станции Можайская
- Лобария лёгочная // начало XIX века — под Пушкиным, начало XX века — окрестности станции Можайская
- Микокалициум тонкий (лат. Mycocalicium subtile) // начало XIX века — окрестности станции Можайская
- Нефрома красивая (лат. Nephroma bellum) // начало XIX века — Старый Петергоф
- Нефрома гладкая (лат. Nephroma laevigatum) // начало XX века — Старый Петергоф
- Нефрома равная (лат. Nephroma parile) // обнаружена в 1923 году около станции Мартышкино
- Нефрома перевёрнутая (лат. Nephroma resupinatum) // сборы 1927—1929 годов близ станции Можайской
- Пармелия обманная (лат. Parmelia fraudans) // обнаружена в 1936 году на Дудергофских высотах и у Петергофа
- Пельтигера холмовая (лат. Peltigera collina) // находки 1927 года у станции Можайской и в окрестностях Старого Петергофа
- Пельтигера Дегена (лат. Peltigera degeni) // обнаружена в 1920 году в Дачном
- Пельтигера беложилковая (лат. Peltigera leucophlebia) // 1919 год — в Лахте
- Пельтигера Некера (лат. Peltigera neckeri) // 1913 год — у станции Можайской
- Сферофорус ломкий (лат. Sphaerophorus fragilis) // XIX век — окраины города, в частности в Осиновой роще
- Флавоцетрария снежная (лат. Flavocetraria nivalis) // начало XX века — сосновый лес у Репино
- Хенотека порошистая (лат. Chaenotheca stemonea) // начало XX века — близ Ольгино, Лахты и станции Можайской
- Хенотека волосовидная (лат. Chaenotheca trichialis) // начало XX века — около станции Можайской
- Цетрариелла Делиса (лат. Cetrariella delisei) // начало XX века — под Сестрорецком
- Цетрария шиповатая (лат. Cetrariella aculeata) // начало XX века — под Сестрорецком и в Парголово